# Two and a Half Men/Staffel 1
Die erste Staffel der US-amerikanischen Sitcom Two and a Half Men feierte ihre Premiere am 22. September 2003 auf dem Sender CBS. Die deutschsprachige Erstausstrahlung sendeten der deutsche Free-TV-Sender ProSieben und ORF eins praktisch zeitgleich vom 12. März bis zum 20. August 2005.
Im deutschsprachigen Raum wurde die erste Staffel unter dem Titel Mein cooler Onkel Charlie ausgestrahlt. Ab der zweiten Staffel wurde der amerikanische Originaltitel verwendet und der deutsche Titel als Zusatz angehängt: Two and a Half Men – Mein cooler Onkel Charlie.

## Darsteller
| Figur                            | Darsteller       | Deutscher Sprecher |
| -------------------------------- | ---------------- | ------------------ |
| Charles „Charlie“ Francis Harper | Charlie Sheen    | Benjamin Völz      |
| Dr. Alan Jerome Harper           | Jon Cryer        | Viktor Neumann     |
| Jacob „Jake“ David Harper        | Angus T. Jones   | Adrian Kilian      |
| Evelyn Harper                    | Holland Taylor   | Astrid Bless       |
| Judith Harper                    | Marin Hinkle     | Christin Marquitan |
| Rose                             | Melanie Lynskey  | Cathlen Gawlich    |
| Berta                            | Conchata Ferrell | Regina Lemnitz     |

## Episoden
| Nr. (ges.) | Nr. (St.) | Deutscher Titel                   | Originaltitel                                              | Erstausstrahlung USA | Deutschsprachige Erstausstrahlung (A/D) | Regie            | Drehbuch                                                                         |
| --- | --------- | --------------------------------- | ---------------------------------------------------------- | -------------------- | --------------------------------------- | ---------------- | -------------------------------------------------------------------------------- |
| 1 | 1         | Stur, zwanghaft und unflexibel    | Pilot (Most Chicks Won’t Eat Veal)                         | 22. Sep. 2003        | 12. März 2005                           | James Burrows    | Chuck Lorre & Lee Aronsohn                                                       |
| Der Junggeselle Charlie Harper wohnt in einem Strandhaus in Malibu, hat einen überbezahlten Job und geht ständig mit hübschen Frauen aus. Als sein verklemmter Bruder Alan von seiner Frau Judith aus deren gemeinsamem Haus geworfen wird, taucht er mitten in der Nacht bei Charlie auf. Für die nächsten paar Tage wohnt er dort und bringt auch seinen Sohn Jake mit. Seine Frau teilt ihm kurz darauf mit, dass sie lesbisch sei. Weil Charlie laut Alan für Jake nicht gut ist, weil dieser ihm zum Beispiel das Wort „schiffen“ beibringt oder ihn mit Freunden pokern lässt und seine Ex-Flamme Rose, die ihn stalkt, seine Schränke zuklebt, ziehen Alan und Jake bei Alans und Charlies Mutter ein. Nach einer Woche sieht Alan ein, dass seine Mutter noch schlimmer als Charlie ist, und er zieht mit Jake wieder bei diesem ein. |           |                                   |                                                            |                      |                                         |                  |                                                                                  |
| 2 | 2         | Der Sockengolf-Champion           | Big Flappy Bastards                                        | 29. Sep. 2003        | 19. März 2005                           | Andy Ackerman    | Handlung: Chuck Lorre & Lee Aronsohn Schauspiel: Eddie Gorodetsky & Jeff Abugov  |
| Jake verärgert Charlie, weil er seine Saftpäckchen auf dessen Flügel stehen lässt und Möwen füttert, welche prompt in Jakes Zimmer einziehen und nicht zu verscheuchen sind. Charlie kann Jake dafür aber nicht bestrafen, da es nichts mehr gibt, was er ihm wegnehmen könnte. Währenddessen erledigt Alan immer noch Arbeiten für Judith wie etwa die Reparatur des Rasensprinklers. Jedoch sagt Judith Alan, dass sie will, dass sie sich endgültig trennen. Letztendlich verschwinden die Möwen doch noch aus Jakes Zimmer, da sie dort kein Futter mehr gefunden haben. Außerdem findet Charlie heraus, dass er Jake bestrafen kann, indem er ihm eine neue Spielekonsole kauft, ihm aber für einen bestimmten Zeitraum verbietet, damit zu spielen. |           |                                   |                                                            |                      |                                         |                  |                                                                                  |
| 3 | 3         | War das Beethoven?                | Go East on Sunset Until You Reach the Gates of Hell        | 6. Okt. 2003         | 26. März 2005                           | Andy Ackerman    | Handlung: Chuck Lorre & Don Foster Schauspiel: Mark Roberts & Lee Aronsohn       |
| Weil Jake krank wird, wird er über das Wochenende wieder zu Judith gebracht. Charlie und Alan gehen anschließend in eine Bar und betrinken sich mit Tequila. Vollkommen betrunken kommen sie in einem Taxi darauf, dass nur die Erziehung ihrer Mutter an ihrem kaputten Leben schuld sei, und erzählen dem Taxifahrer unverblümt aus ihrem Privatleben. Später stellt sich heraus, dass Charlie und Alan, ohne es zu wissen, in einer Fernsehsendung namens „Die dümmsten Taxibeichten“ aufgetreten sind. |           |                                   |                                                            |                      |                                         |                  |                                                                                  |
| 4 | 4         | Ich brauche Berta                 | If I Can’t Write My Chocolate Song I’m Going to Take a Nap | 13. Okt. 2003        | 2. Apr. 2005                            | Andy Ackerman    | Handlung: Chuck Lorre & Lee Aronsohn Schauspiel: Susan Beavers & Don Foster      |
| Charlies Haushaltshilfe Berta kündigt, weil Alan sie und ihre Arbeit beständig kritisiert. Charlie vermisst sie, weil er nicht weiß, wie er ohne sie zurechtkommen soll. Daher möchte Alan diese Arbeiten im Gegenzug dafür, dass er bei Charlie wohnen darf, erledigen. Allerdings ist er darin nicht so gut wie Berta, so dass er sie überreden muss zurückzukommen. Letztendlich willigt sie ein, jedoch wäscht sie Alans Wäsche nicht und kauft nicht für ihn ein. Er muss ihr zudem mit seinen Fähigkeiten als Chiropraktiker zweimal die Woche den Rücken einrenken. Währenddessen bringt die Stalkerin Rose Charlie mit einem Trick dazu, sie zum Essen einzuladen. |           |                                   |                                                            |                      |                                         |                  |                                                                                  |
| 5 | 5         | Der Mittwochs-Mann                | The Last Thing You Want Is to Wind Up With a Hump          | 20. Okt. 2003        | 9. Apr. 2005                            | Andy Ackerman    | Handlung: Chuck Lorre & Lee Aronsohn Schauspiel: Eddie Gorodetsky & Jeff Abugov  |
| Charlie begleitet Jake zu einem Fußballspiel, wo er unter anderem auch die Single-Mutter Kate kennenlernt. Er geht mit ihr einmal aus, aber sie möchte nicht, dass Charlie ihr Freund wird, weil sie so große Geldprobleme hat und meint, er solle sich das nicht antun. Auch um Alans Gunst buhlen zwei der Fußball-Mütter, aber Alan verletzt sich, als er während eines klärenden Gesprächs zwischen den Müttern an der Tür lauscht, sodass es zu keiner Beziehung kommt. |           |                                   |                                                            |                      |                                         |                  |                                                                                  |
| 6 | 6         | Gib Dir keine Mühe, Charlie       | Did You Check With the Captain of the Flying Monkeys?      | 27. Okt. 2003        | 16. Apr. 2005                           | Andy Ackerman    | Handlung: Chuck Lorre & Lee Aronsohn Schauspiel: Susan Beavers & Don Foster      |
| Charlie und Alan sollen Tommy, den neuen Verehrer ihrer Mutter Evelyn, kennenlernen, dessen Tochter Olivia ein Verhältnis mit Charlie hatte. Nachdem Tommy Evelyn wegen einer Jüngeren verlässt, ist diese am Boden zerstört. Sie wird aber wieder aufgemuntert, indem Charlie sie am Flügel begleitet, während sie singt. |           |                                   |                                                            |                      |                                         |                  |                                                                                  |
| 7 | 7         | Ich verstehe                      | If They Do Go Either Way, They’re Usually Fake             | 3. Nov. 2003         | 23. Apr. 2005                           | Andy Ackerman    | Handlung: Chuck Lorre & Don Foster Schauspiel: Mark Roberts & Lee Aronsohn       |
| Jake entdeckt auf dem Po der halbnackten Cindy einen tätowierten Schmetterling, den er in der Schule zu dem Thema „zeichnet etwas Interessantes aus eurem Haus“ einschließlich Po malt. Darauf kommt Judith zu Charlie nach Hause und zieht ihn zur Rechenschaft. Jedoch antwortet Charlie immer mit seiner Floskel „ich verstehe“, die bei ihm nichts bedeutet, sondern nur den Gesprächspartner zufriedenstellen soll. Weil Judith darüber überglücklich ist, kommt sie noch einmal zu Charlie, um sich bei ihm auszuweinen, wo sie aber stattdessen Cindy kennenlernt, die ihr schließlich Surfen beibringt. Weil Alan vermutet, dass sie eine Beziehung angefangen haben, sagt er ihr, dass es für ihn okay ist, worauf Judith aus der Haut fährt, weil sie nichts mit Cindy hat. Währenddessen lernt Jake, falsche Brüste von richtigen zu unterscheiden, und benutzt am Ende der Episode auch Charlies „ich verstehe“. |           |                                   |                                                            |                      |                                         |                  |                                                                                  |
| 8 | 8         | Die Industrielle-Revolutions-Show | Twenty-Five Little Pre-pubers Without a Snoot-ful          | 10. Nov. 2003        | 30. Apr. 2005                           | Chuck Lorre      | Handlung: Chuck Lorre & Lee Aronsohn Schauspiel: Eddie Gorodetsky & Jeff Abugov  |
| Jakes vierte Klasse soll eine musikalische Vorführung zum Thema „Industrielle Revolution“ präsentieren. Mit einem Trick bringt Judith Charlie dazu, mitzuhelfen, jedoch nur als Pianist, da Judith und Alan seine Texte für ungeeignet befinden. Am Probentag erhält Alan die Scheidungspapiere von Judiths Anwalt, so dass die beiden nur streiten und Charlie mit den Kindern alleine lassen. Dieser wollte die Probe eigentlich absagen, aber am Ende singen sie doch, und zwar Charlies Werbejingles. Diese singen sie dann auch bei der Vorführung zur Industriellen Revolution. |           |                                   |                                                            |                      |                                         |                  |                                                                                  |
| 9 | 9         | Phase eins, erfolgreich           | Phase One, Complete                                        | 17. Nov. 2003        | 14. Mai 2005                            | Andy Ackerman    | Handlung: Chuck Lorre & Lee Aronsohn Schauspiel: Susan Beavers & Don Foster      |
| Alle bis auf Charlie selbst halten seine neue Freundin Wendy für perfekt. Sie versteht sich mit Evelyn, unterhält Jake, indem sie mit ihm Rollerblades fährt, und stellt damit auch Alan zufrieden. Charlie mutmaßt, dass sie nie wieder verschwinden wolle, was sich als falsch herausstellt. Während Charlie versteht, dass er eine falsche Meinung bezüglich seiner Wirkung auf Frauen hat, spielt Alan mit Rose Scrabble. Gegen Ende der Folge entschuldigt sich Charlie bei Rose dafür, dass er sie nach ihrem One-Night-Stand ständig missachtet habe. |           |                                   |                                                            |                      |                                         |                  |                                                                                  |
| 10 | 10        | Der Truthahn und die Männlichkeit | Merry Thanksgiving                                         | 24. Nov. 2003        | 21. Mai 2005                            | Jay Sandrich     | Chuck Lorre & Lee Aronsohn                                                       |
| Charlie bekommt einen Anruf von seiner alten Freundin Lisa. Sie will nur seine Freundschaft, weil sie heiraten wird, und glaubt nicht, dass Charlie sich verändern könnte. Da dieser aber wieder mit ihr zusammenkommen will, will er ihr beweisen, dass er zu Veränderungen fähig ist, und lädt sie deshalb zu einem Familien-Thanksgiving ein. Dabei geht eine Menge schief, unter anderem weil Charlie Jake bezahlt, damit er Charlie Lisa gegenüber gut darstellt und ihn in vorformulierten Texten lobt. Dazu erzählt Evelyn Judiths Eltern, dass diese lesbisch ist, und Rose taucht überraschend auf. Während des Festmahls kommt es zum Höhepunkt, bei dem Charlie Evelyn kurz mit dem Truthahnmesser bedroht und diesen anschließend vor Wut wild zerkleinert. Lisa beschließt, nicht zu Charlie zurückzukehren, sondern zu heiraten, verspricht ihm aber ihn im Falle einer Scheidung zu kontaktieren. |           |                                   |                                                            |                      |                                         |                  |                                                                                  |
| 11 | 11        | Bereit für die Großaufnahme       | Alan Harper, Frontier Chiropractor                         | 15. Dez. 2003        | 28. Mai 2005                            | Robert Berlinger | Handlung: Chuck Lorre & Don Foster Schauspiel: Lee Aronsohn & Mark Roberts       |
| Charlie und Alan treffen Judith, die ein Date mit Jakes Fußballtrainer hat, im Kino. Weil Judith sich verändert hat und fantastisch aussieht und Alan bemerkt hat, dass er nicht gerade anziehend auf die Damenwelt wirkt, möchte auch er sich verändern. Charlie versucht ihm dabei zu helfen, seinen Look zu finden, aber trotz vieler Versuche müssen sie sich einen Schwulen im Kleidungsgeschäft suchen, der schließlich ein Sportjackett empfiehlt. Obwohl alle übereinstimmen, dass Alan damit viel besser aussieht, bemerkt er, dass er auf Frauen immer noch nicht denselben Effekt hat wie andere Männer. |           |                                   |                                                            |                      |                                         |                  |                                                                                  |
| 12 | 12        | Ich kümmere mich um Prudence      | Camel Filters + Pheromones                                 | 5. Jan. 2004         | 4. Juni 2005                            | Robert Berlinger | Handlung: Chuck Lorre & Lee Aronsohn Schauspiel: Susan Beavers & Mark Roberts    |
| Berta bringt ihre 16-jährige Enkelin Prudence mit nach Malibu, wo sie ihre Großmutter unterstützen soll. Dabei müssen Charlie und Alan immer wieder an sich halten, da sie, wenn sie etwas mit ihr anfingen, aufgrund ihrer Minderjährigkeit in ein Gefängnis kämen. In der Nacht taucht Prudence mit ihrem Verlobten, von dem noch niemand wusste, beim Strandhaus auf und erzählt, dass Berta, als sie von ihm erfahren hat, sie beide aus dem Haus geworfen hat. Am Ende kommen Berta und Prudence’ Mutter auch zu Charlie, um Prudence zu holen, jedoch ist die Mutter genauso wie Prudence und möchte Charlie gleich ihre Nummer geben, worauf Berta sowohl Mutter als auch Tochter wegbringt. |           |                                   |                                                            |                      |                                         |                  |                                                                                  |
| 13 | 13        | Im Bett mit Angina                | Sarah Like Puny Alan                                       | 12. Jan. 2004        | 11. Juni 2005                           | Robert Berlinger | Handlung: Chuck Lorre Schauspiel: Lee Aronsohn & Don Foster                      |
| Alan bekommt eine schwere Erkältung. Weil Charlies Date aber auf der Suche nach einer Begleitung für ihre Schwester, einen Seifenopernstar, ist, vermittelt Charlie trotz dessen Krankheit Alan. Dieser versucht gesund zu werden, obwohl sich niemand richtig um ihn kümmert. Als auch Charlie noch die Grippe bekommt, versucht Alan ihn zu kurieren, indem er seine Fähigkeiten als Chiropraktiker anwendet, die Charlie wiederum ablehnt. Es kommt nicht zum Date. |           |                                   |                                                            |                      |                                         |                  |                                                                                  |
| 14 | 14        | Ich kann mir keine Hyänen leisten | I Can’t Afford Hyenas                                      | 2. Feb. 2004         | 18. Juni 2005                           | Rob Schiller     | Handlung: Chuck Lorre & Lee Aronsohn Schauspiel: Jeff Abugov & Eddie Gorodetsky  |
| Weil Charlie mit seinem Geld um sich wirft, geht er pleite. Nachdem sein Steuerberater ihm erklärt hat, dass er keinerlei Geldreserven mehr hat, begreift er, dass er sparen muss, und Alan hilft ihm dabei. Er kann im Supermarkt nur noch billige Ware kaufen und nicht mehr die Markenprodukte, die er gewohnt ist, was ihm überhaupt nicht gefällt. Er möchte unbedingt seinen Lebensstil wiederhaben und beschließt mit Alan, sich etwas von ihrer Mutter Evelyn zu leihen. Nachdem diese einen Scheck ausgestellt hat, möchte sie mit ihren Söhnen essen gehen, was Charlie jedoch als Bedingung für das Verleihen ansieht, weshalb er den Scheck zerreißt. Letzten Endes leiht ihm Rose etwas, wobei sie das Geld in Wirklichkeit als Vorwand benutzt, um Charlie näherzukommen. |           |                                   |                                                            |                      |                                         |                  |                                                                                  |
| 15 | 15        | Wer kriegt die Verrückte? Teil 1  | Round One to the Hot Crazy Chick (1)                       | 9. Feb. 2004         | 25. Juni 2005                           | Andrew D. Weyman | Chuck Lorre & Lee Aronsohn                                                       |
| Als Charlie und Alan in die Tiefgarage der Zahnarztpraxis kommen, bemerken sie die Blondine Frankie (Jenna Elfman), die mit einem Baseballschläger den Wagen ihres Psychiaters zertrümmert. Nachdem Alan versehentlich die Alarmanlage am Auto ausgelöst hat, fliehen sie mit Frankie und nehmen sie mit nach Malibu. Dort spielt sie mit Charlie und Alan, indem sie Sätze sagt wie: „Ich glaube, ich nehme jetzt ein heißes Bad. Wer von euch seift mir den Rücken ein?“. Während Charlie und Alan dann noch verdutzt dastehen, läuft sie ins Bad. Außerdem verrät sie praktisch nichts von sich, schleppt aber gegen Ende das kleine Mädchen Joanie an. |           |                                   |                                                            |                      |                                         |                  |                                                                                  |
| 16 | 16        | Wer kriegt die Verrückte? Teil 2  | That Was Saliva, Alan (2)                                  | 16. Feb. 2004        | 2. Juli 2005                            | Andrew D. Weyman | Chuck Lorre & Lee Aronsohn                                                       |
| Frankie bringt ihre 8-jährige Tochter Joanie mit ins Strandhaus. Sie erklärt, dass sie einen reichen Mann geheiratet hat und ihre Schwiegereltern sie nie leiden konnten. Nach dem Tod ihres Mannes wollten ihre Schwiegereltern das Sorgerecht für Joanie, da sie Frankie als Mutter für ungeeignet halten. Daher war auch der Psychiater gerichtlich angeordnet. Weil Frankie Joanie auf keinen Fall verlieren will, nimmt sie sie mit zu Charlie und Alan. Während sie eine Beziehung mit Alan eingeht, läuft Joanie immer Jake hinterher, der wiederum von dieser genervt ist. Charlie bemerkt, dass er überflüssig geworden ist, und kommt zum Beispiel nicht zu Frankies, Alans, Jakes und Joanies gemeinsamen „Familienpicknick“ mit. Als Alan Frankie gegenüber andeutet, dass er mit ihr ein neues Leben anfangen möchte, sagt sie ihm, dass ihr Leben noch viel zu chaotisch ist und sie am nächsten Tag zu ihrem Bruder nach Kanada fährt, um dort auch wieder arbeiten zu können. Sie verabschiedet sich, indem sie Alan küsst und ihm ihren BH gibt. |           |                                   |                                                            |                      |                                         |                  |                                                                                  |
| 17 | 17        | Hamburger und Mützen              | Ate The Hamburgers, Wearing The Hats                       | 23. Feb. 2004        | 9. Juli 2005                            | Andrew D. Weyman | Handlung: Jeff Abugov & Eric Lapidus Schauspiel: Eddie Gorodetsky & Mark Roberts |
| Alan schockiert Judith, indem er sagt, dass, wenn er nach Judith stirbt, Charlie das Sorgerecht für Jake bekommt. Nachdem Judith gegangen ist, klärt Alan ihn jedoch darüber auf, dass das Sorgerecht der Sohn von Evelyns Schwester und seine Frau in Rhode Island bekämen. Als er das auch seiner Mutter erzählt, ist auch diese schockiert. Währenddessen spielen Charlie und Jake Basketball; Charlie foult Jake und muss ihn wegen einer Kopfverletzung ins Krankenhaus fahren. Dort wird er genäht und es stellt sich heraus, dass er immer Alans Handy mitnimmt. |           |                                   |                                                            |                      |                                         |                  |                                                                                  |
| 18 | 18        | Alte Flamme mit neuem Docht       | An Old Flame With a New Wick                               | 1. März 2004         | 16. Juli 2005                           | Andrew D. Weyman | Handlung: Chuck Lorre & Don Foster Schauspiel: Lee Aronsohn & Mark Roberts       |
| Charlies Exfreundin Jill möchte sich mit ihm treffen. In der Bar bemerkt er gegenüber seinem Sitznachbarn, dass er an seiner Beziehung zu Jill die Freundschaft eigentlich am besten gefunden hat. Darauf klärt ihn sein Sitznachbar darüber auf, dass er Jill ist – mit dem Unterschied, dass er jetzt ein Mann ist und Bill heißt. Bill kommt mit zu Charlie ins Strandhaus, wo er Alan und Evelyn vorgestellt wird. Als er eine Beziehung mit Evelyn eingeht, stört Alan zuerst der große Altersunterschied, er ist aber erst völlig schockiert, als Charlie ihm von Jill-Bill erzählt. Auch Berta erkennt anhand eines Bildes, dass Jill jetzt Bill ist. Auf Charlies Anraten hin erklärt Bill Evelyn seinen Zustand, worauf Evelyn zwar zuerst ebenfalls schockiert ist, die Beziehung jedoch nicht beenden, sondern sie im Gegenteil weiterführen möchte. |           |                                   |                                                            |                      |                                         |                  |                                                                                  |
| 19 | 19        | Die Garderobenfrau                | I Remember the Coatroom, I Just Don’t Remember You         | 22. März 2004        | 7. Mai 2005                             | Gail Mancuso     | Handlung: Chuck Lorre & Lee Aronsohn Schauspiel: Don Foster & Eddie Gorodetsky   |
| Weil Jake Geburtstag hat, kommt Judiths Schwester Liz, die auf Judiths und Alans Hochzeit in der Garderobe mit Charlie Sex hatte, ins Strandhaus. Während der gesamten restlichen Episode versucht Charlie sie an ihn zu erinnern, weil sie sich noch an die Garderobe, nicht aber an Charlie erinnert. Jake bekommt als Geburtstagsgeschenke unter anderem einen Zauberkasten (Rose) und Kleidung (Evelyn). Da sie vollkommen genervt ist, benebelt sich Evelyn und hält die von Rose und Jake vorgeführten Zaubertricks für real. |           |                                   |                                                            |                      |                                         |                  |                                                                                  |
| 20 | 20        | Ich kann im Dunkeln pinkeln       | Hey, I Can Pee Outside in the Dark                         | 19. Apr. 2004        | 23. Juli 2005                           | Gary Halvorson   | Handlung: Chuck Lorre & Lee Aronsohn Schauspiel: Jeff Abugov & Mark Roberts      |
| Jake verschließt sich vor der Außenwelt und spielt den ganzen Tag nur „Smoke on the water“ auf seiner E-Gitarre. Weil alle Versuche, ihn zum Normalzustand zurückzuführen, fehlschlagen und die Erwachsenen nicht mehr mit ihm umgehen können, schicken sie ihn in Therapie. Die Psychiaterin teilt Charlie, Judith und Alan mit, dass sie keinen Grund für Jakes Verschlossenheit gefunden hat und es auch nicht, wie Judith vermutet hat, mit der Scheidung zusammenhängt. Letzten Endes löst Berta das Problem, indem sie Jake abends Pflaumensaft gibt und so die Verstopfung beseitigt, die der Grund für sein Verhalten war. |           |                                   |                                                            |                      |                                         |                  |                                                                                  |
| 21 | 21        | Fragen Sie Ihren Bruder           | No Sniffing, No Wowing                                     | 3. Mai 2004          | 30. Juli 2005                           | Rob Schiller     | Handlung: Lee Aronsohn & Susan Beavers Schauspiel: Chuck Lorre & Don Foste       |
| Alan engagiert die superteure Beverly-Hills-Scheidungsanwältin Laura Lang. Charlie baggert sie gleich bei der ersten Begegnung an, sie zeigt sich jedoch abweisend und suggeriert kein Interesse. Sie ist etwas später aber doch mit Charlie im Bett, allerdings nur basierend auf den Worten: „Ich muss Sie nicht mögen, um Sie zu wollen.“ Laura stellt bei der rein körperlichen Beziehung nur die Bedingung, dass Charlie immer, wenn sie will, bereit für sie ist und mit ihr schläft. Ein paar Tage lang geht es gut, aber Laura beginnt Charlie zu nerven, weshalb er Schluss macht. Sie rächt sich, indem sie Judith alle Gegenstände aus dem Haushalt schenkt, die diese gerne hätte, und die Scheidungsbedingungen für Alan so schlimm wie möglich macht. |           |                                   |                                                            |                      |                                         |                  |                                                                                  |
| 22 | 22        | Wollmäuse und Kuhpuppen           | My Doctor has a Cow Puppet                                 | 10. Mai 2004         | 6. Aug. 2005                            | Gail Mancuso     | Handlung: Lee Aronsohn & Don Foster Schauspiel: Chuck Lorre & Eddie Gorodetsky   |
| Alan wandelt wieder Schlaf. Charlie glaubt, er täte es, weil er von Judith unterdrückt wird, aber als er Evelyn fragt, meint diese, dass es bei ihm als Kind aufgehört hätte, als er gelernt hatte zu masturbieren. Schließlich geht auch Alan in Begleitung von Charlie zu Jakes Kinderpsychologin Linda Freeman, die ihn dazu anstiftet seiner angestauten Wut über Judith und deren Verhalten freien Lauf zu lassen. Das gelingt Alan zu guter Letzt und er schlägt darauf Charlie, der in einem Rollenspiel Judith verkörpert, mit einer Bataka. |           |                                   |                                                            |                      |                                         |                  |                                                                                  |
| 23 | 23        | Wie die Büffel                    | Just Like Buffalo                                          | 17. Mai 2004         | 13. Aug. 2005                           | Rob Schiller     | Handlung: Chuck Lorre & Susan Beavers Schauspiel: Lee Aronsohn & Don Foster      |
| Jake merkt sich einen von Charlies frauenfeindlichen Sprüchen und wiederholt ihn in Gegenwart von Judiths Selbsthilfegruppe für Scheidungsgeschädigte. Darauf redet die Gruppe mit Alan, da sie nicht wollen, dass Jake dem frauenfeindlichen Klima ausgesetzt ist, und sagen, dass Alan seinen Sohn an den Wochenenden zwar sehen, Jake aber nicht mehr mit Charlie in Kontakt treten darf. Charlie weiß, dass man ihm nicht lange böse sein kann, und nutzt das aus, indem er zu Judiths Selbsthilfegruppe geht, sich entschuldigt und die anderen Frauen tröstet. Diese gewinnen ihn lieb und treffen sich danach auch in Malibu, aber Judith bietet Alan einen Tausch an. Sie möchte ihre Freundinnen wiederhaben und Charlie darf nie wieder einen Fuß in ihr Haus setzen, dafür kehren sie zur ursprünglichen Sorgerechtsvereinbarung zurück. |           |                                   |                                                            |                      |                                         |                  |                                                                                  |
| 24 | 24        | Spüren Sie meinen Finger?         | Can You Feel My Finger?                                    | 24. Mai 2004         | 20. Aug. 2005                           | Rob Schiller     | Chuck Lorre & Lee Aronsohn                                                       |
| Charlie reagiert panisch, als eine Freundin vermutet, dass sie schwanger ist. Um diesem Problem für immer aus dem Weg zu gehen, beschließt er, sich sterilisieren zu lassen. Charlie möchte sein Sperma einfrieren lassen, um im Fall der Fälle doch Kinder bekommen zu können. Als er schließlich auf dem Operationsstuhl sitzt, muss der Arzt zur Geburt seines Kindes und verschiebt Charlies Termin. Der überlegt es sich aber anders und lässt die Sterilisation nicht durchführen. Stattdessen lädt er die Arzthelferin auf ein Date ein. |           |                                   |                                                            |                      |                                         |                  |                                                                                  |

## DVD-Veröffentlichung
In den Vereinigten Staaten wurde die DVD zur ersten Staffel am 11. September 2007 veröffentlicht. In Deutschland ist die DVD zur ersten Staffel seit dem 19. Mai 2006 erhältlich.